# Campeonato Mundial de Balonmano Femenino de 2013
El XXI Campeonato Mundial de Balonmano Femenino se celebró en Serbia entre el 6 y el 22 de diciembre de 2013 bajo la organización de la Federación Internacional de Balonmano (IHF) y la Federación Serbia de Balonmano.
Un total de veinticuatro selecciones nacionales de cinco confederaciones continentales compitieron por el título de campeón mundial, cuyo anterior portador era el equipo de Noruega, vencedor de la edición pasada.
El equipo de Brasil conquistó el título mundial al derrotar en la final a la selección anfitriona con un marcador de 22-20. En el partido por el tercer lugar el conjunto de Dinamarca venció al de Polonia.

## Sedes
| Foto | Grupo      | Ciudad    | Instalación            | Capacidad |
| ---- | ---------- | --------- | ---------------------- | --------- |
|      | A          | Belgrado  | Pabellón Pionir        | 6200      |
|      | B          | Niš       | Centro Deportivo Čair  | 5800      |
|      | C          | Zrenjanin | Pabellón Kristalna     | 2800      |
|      | D          | Novi Sad  | Centro Deportivo SPENS | 8000      |
|      | Fase final | Belgrado  | Kombank Arena          | 19 900    |

## Grupos
| Grupo A              | Grupo B   | Grupo C   | Grupo D         |
| -------------------- | --------- | --------- | --------------- |
| Montenegro           | Dinamarca | Noruega   | Hungría         |
| Países Bajos         | Brasil    | Polonia   | Alemania        |
| Francia              | Serbia    | Angola    | Rumania         |
| R. D. del Congo      | China     | España    | República Checa |
| República Dominicana | Japón     | Argentina | Túnez           |
| Corea del Sur        | Argelia   | Paraguay  | Australia       |

### Calendario
| FP | Fase preliminar | 1/8 | Octavos de final | 1/4 | Cuartos de final | 1/2 | Semifinales | F | Finales |

| Diciembre de 2013      | 06 Vie | 07 Sáb  | 08 Dom | 09 Lun | 10 Mar  | 11 Mié | 12 Jue | 13 Vie  | 14 Sáb | 15 Dom  | 16 Lun  | 17 Mar | 18 Mié  | 19 Jue | 20 Vie  | 21 Sáb | 22 Dom |
| ---------------------- | ------ | ------- | ------ | ------ | ------- | ------ | ------ | ------- | ------ | ------- | ------- | ------ | ------- | ------ | ------- | ------ | ------ |
| Fase (no. de partidos) | FP (1) | FP (11) | FP (6) | FP (6) | FP (12) | FP (6) | FP (6) | FP (12) | —      | 1/8 (4) | 1/8 (4) | —      | 1/4 (4) | —      | 1/2 (2) | —      | F (2)  |

## Primera fase
- Todos los partidos en la hora local de Serbia (UTC+1).

Los primeros cuatro de cada grupo disputan los octavos de final. Los equipos restantes juegan entre sí por los puestos 16 a 24.

### Grupo A
| Equipo               | J | G | E | P | GF  | GC  | DG  | PTS |
| -------------------- | - | - | - | - | --- | --- | --- | --- |
| Francia              | 5 | 5 | 0 | 0 | 125 | 80  | +45 | 10  |
| Montenegro           | 5 | 4 | 0 | 1 | 135 | 92  | +43 | 8   |
| Corea del Sur        | 5 | 3 | 0 | 2 | 158 | 117 | +41 | 6   |
| Países Bajos         | 5 | 2 | 0 | 3 | 147 | 121 | +26 | 4   |
| R. D. del Congo      | 5 | 1 | 0 | 4 | 86  | 155 | -69 | 2   |
| República Dominicana | 5 | 0 | 0 | 5 | 92  | 178 | -86 | 0   |

- Resultados

| Fecha | Hora  | Partido¹             | Partido¹ | Partido¹             | Resultado |
| ----- | ----- | -------------------- | -------- | -------------------- | --------- |
| 07.12 | 14:45 | Montenegro           | -        | Corea del Sur        | 24-22     |
| 07.12 | 17:00 | Francia              | -        | R. D. del Congo      | 31-13     |
| 07.12 | 19:15 | Países Bajos         | -        | República Dominicana | 44-21     |
| 08.12 | 16:00 | Corea del Sur        | -        | Países Bajos         | 29-26     |
| 08.12 | 18:15 | R. D. del Congo      | -        | Montenegro           | 9-35      |
| 08.12 | 20:30 | República Dominicana | -        | Francia              | 10-27     |
| 10.12 | 16:00 | Corea del Sur        | -        | R. D. del Congo      | 34-20     |
| 10.12 | 18:15 | Montenegro           | -        | República Dominicana | 33-19     |
| 10.12 | 20:30 | Países Bajos         | -        | Francia              | 19-23     |
| 11.12 | 16:00 | República Dominicana | -        | Corea del Sur        | 20-51     |
| 11.12 | 18:15 | Países Bajos         | -        | R. D. del Congo      | 33-21     |
| 11.12 | 20:30 | Francia              | -        | Montenegro           | 17-16     |
| 13.12 | 16:00 | R. D. del Congo      | -        | República Dominicana | 23-22     |
| 13.12 | 18:15 | Francia              | -        | Corea del Sur        | 27-22     |
| 13.12 | 20:45 | Montenegro           | -        | Países Bajos         | 27-25     |

- (¹) – Todos en Belgrado.

### Grupo B
| Equipo    | J | G | E | P | GF  | GC  | DG  | PTS |
| --------- | - | - | - | - | --- | --- | --- | --- |
| Brasil    | 5 | 5 | 0 | 0 | 142 | 102 | +40 | 10  |
| Serbia    | 5 | 4 | 0 | 1 | 140 | 105 | +35 | 8   |
| Dinamarca | 5 | 3 | 0 | 2 | 151 | 112 | +39 | 6   |
| Japón     | 5 | 2 | 0 | 3 | 136 | 131 | +5  | 4   |
| China     | 5 | 1 | 0 | 4 | 114 | 168 | -54 | 2   |
| Argelia   | 5 | 0 | 0 | 5 | 102 | 167 | -65 | 0   |

- Resultados

| Fecha | Hora  | Partido¹  | Partido¹ | Partido¹  | Resultado |
| ----- | ----- | --------- | -------- | --------- | --------- |
| 06.12 | 18:00 | Serbia    | -        | Japón     | 28-26     |
| 07.12 | 18:00 | Brasil    | -        | Argelia   | 36-20     |
| 07.12 | 20:15 | Dinamarca | -        | China     | 44-21     |
| 08.12 | 15:45 | China     | -        | Brasil    | 21-34     |
| 08.12 | 18:00 | Argelia   | -        | Serbia    | 14-34     |
| 08.12 | 20:15 | Japón     | -        | Dinamarca | 25-29     |
| 10.12 | 15:45 | China     | -        | Japón     | 27-33     |
| 10.12 | 18:00 | Brasil    | -        | Serbia    | 25-23     |
| 10.12 | 20:15 | Dinamarca | -        | Argelia   | 38-20     |
| 11.12 | 15:45 | Brasil    | -        | Japón     | 24-20     |
| 11.12 | 18:00 | Argelia   | -        | China     | 25-27     |
| 11.12 | 20:15 | Serbia    | -        | Dinamarca | 23-22     |
| 13.12 | 15:45 | Japón     | -        | Argelia   | 32-23     |
| 13.12 | 18:00 | Serbia    | -        | China     | 32-18     |
| 13.12 | 20:15 | Dinamarca | -        | Brasil    | 18-23     |

- (¹) – Todos en Niš.

### Grupo C
| Equipo    | J | G | E | P | GF  | GC  | DG   | PTS |
| --------- | - | - | - | - | --- | --- | ---- | --- |
| Noruega   | 5 | 5 | 0 | 0 | 142 | 90  | +52  | 10  |
| España    | 5 | 4 | 0 | 1 | 130 | 91  | +39  | 8   |
| Polonia   | 5 | 3 | 0 | 2 | 141 | 95  | +46  | 6   |
| Angola    | 5 | 2 | 0 | 3 | 135 | 123 | +12  | 4   |
| Argentina | 5 | 1 | 0 | 4 | 102 | 141 | -39  | 2   |
| Paraguay  | 5 | 0 | 0 | 5 | 55  | 165 | -110 | 0   |

- Resultados

| Fecha | Hora  | Partido¹  | Partido¹ | Partido¹  | Resultado |
| ----- | ----- | --------- | -------- | --------- | --------- |
| 07.12 | 15:45 | Angola    | -        | Argentina | 33-23     |
| 07.12 | 18:00 | Polonia   | -        | Paraguay  | 40-6      |
| 07.12 | 20:15 | Noruega   | -        | España    | 22-20     |
| 09.12 | 15:45 | Paraguay  | -        | Angola    | 12-37     |
| 09.12 | 18:00 | España    | -        | Polonia   | 26-20     |
| 09.12 | 20:15 | Argentina | -        | Noruega   | 18-37     |
| 10.12 | 15:45 | Polonia   | -        | Angola    | 32-23     |
| 10.12 | 18:00 | España    | -        | Argentina | 25-19     |
| 10.12 | 20:15 | Noruega   | -        | Paraguay  | 34-13     |
| 12.12 | 15:45 | Paraguay  | -        | España    | 9-29      |
| 12.12 | 18:00 | Polonia   | -        | Argentina | 31-17     |
| 12.12 | 20:15 | Angola    | -        | Noruega   | 21-26     |
| 13.12 | 15:45 | Argentina | -        | Paraguay  | 25-15     |
| 13.12 | 18:00 | Angola    | -        | España    | 21-30     |
| 13.12 | 20:15 | Noruega   | -        | Polonia   | 23-18     |

- (¹) – Todos en Zrenjanin.

### Grupo D
| Equipo          | J | G | E | P | GF  | GC  | DG  | PTS |
| --------------- | - | - | - | - | --- | --- | --- | --- |
| Alemania        | 5 | 5 | 0 | 0 | 152 | 116 | +36 | 10  |
| Rumania         | 5 | 4 | 0 | 1 | 132 | 96  | +36 | 8   |
| Hungría         | 5 | 3 | 0 | 2 | 143 | 114 | +29 | 6   |
| República Checa | 5 | 2 | 0 | 3 | 144 | 135 | +9  | 4   |
| Túnez           | 5 | 1 | 0 | 4 | 109 | 122 | -13 | 2   |
| Australia       | 5 | 0 | 0 | 5 | 68  | 165 | -97 | 0   |

- Resultados

| Fecha | Hora  | Partido¹        | Partido¹ | Partido¹        | Resultado |
| ----- | ----- | --------------- | -------- | --------------- | --------- |
| 07.12 | 14:45 | Hungría         | -        | República Checa | 35-27     |
| 07.12 | 17:00 | Alemania        | -        | Australia       | 36-15     |
| 07.12 | 19:15 | Rumania         | -        | Túnez           | 27-17     |
| 09.12 | 14:45 | Túnez           | -        | Hungría         | 24-26     |
| 09.12 | 17:00 | República Checa | -        | Alemania        | 32-37     |
| 09.12 | 19:15 | Australia       | -        | Rumania         | 13-32     |
| 10.12 | 14:45 | República Checa | -        | Túnez           | 28-24     |
| 10.12 | 17:00 | Alemania        | -        | Rumania         | 26-23     |
| 10.12 | 19:15 | Hungría         | -        | Australia       | 39-15     |
| 12.12 | 14:45 | Australia       | -        | República Checa | 10-34     |
| 12.12 | 17:00 | Alemania        | -        | Túnez           | 26-20     |
| 12.12 | 19:15 | Rumania         | -        | Hungría         | 21-17     |
| 13.12 | 14:45 | Túnez           | -        | Australia       | 24-15     |
| 13.12 | 17:00 | Hungría         | -        | Alemania        | 26-27     |
| 13.12 | 19:15 | Rumania         | -        | República Checa | 29-23     |

- (¹) – Todos en Novi Sad.

## Fase final
- Todos los partidos en la hora local de Serbia (UTC+1).

|  | Octavos de final     | Octavos de final     |           |           | Cuartos de final | Cuartos de final |  |         | Semifinales     | Semifinales     |           |              | Final           | Final           |  |
|  | 15 y 16 de diciembre | 15 y 16 de diciembre |           |           | 18 de diciembre  | 18 de diciembre  |  |         | 20 de diciembre | 20 de diciembre |           |              | 22 de diciembre | 22 de diciembre |  |
|  |                      |                      |           |           |                  |                  |  |         |                 |                 |           |              |                 |                 |  |
|  |                      |                      |           |           |                  |                  |  |         |                 |                 |           |              |                 |                 |  |
|  | Brasil               | 29                   |           |           |                  |                  |  |         |                 |                 |           |              |                 |                 |  |
|  | Brasil               | 29                   |           |           |                  |                  |  |         |                 |                 |           |              |                 |                 |  |
|  | Países Bajos         | 23                   |           |           |                  |                  |  |         |                 |                 |           |              |                 |                 |  |
|  | Países Bajos         | 23                   |           | Brasil    | 33               |                  |  |         |                 |                 |           |              |                 |                 |  |
|  |                      |                      |           | Brasil    | 33               |                  |  |         |                 |                 |           |              |                 |                 |  |
|  |                      |                      | Hungría   | 31        |                  |                  |  |         |                 |                 |           |              |                 |                 |  |
|  | Hungría              | 28                   | Hungría   | 31        |                  |                  |  |         |                 |                 |           |              |                 |                 |  |
|  | Hungría              | 28                   |           |           |                  |                  |  |         |                 |                 |           |              |                 |                 |  |
|  | España               | 21                   |           |           |                  |                  |  |         |                 |                 |           |              |                 |                 |  |
|  | España               | 21                   |           |           |                  |                  |  | Brasil  | 27              |                 |           |              |                 |                 |  |
|  |                      |                      |           |           |                  |                  |  | Brasil  | 27              |                 |           |              |                 |                 |  |
|  |                      |                      | Dinamarca | 21        |                  |                  |  |         |                 |                 |           |              |                 |                 |  |
|  | Dinamarca            | 22                   | Dinamarca | 21        |                  |                  |  |         |                 |                 |           |              |                 |                 |  |
|  | Dinamarca            | 22                   |           |           |                  |                  |  |         |                 |                 |           |              |                 |                 |  |
|  | Montenegro           | 21                   |           |           |                  |                  |  |         |                 |                 |           |              |                 |                 |  |
|  | Montenegro           | 21                   |           | Dinamarca | 31               |                  |  |         |                 |                 |           |              |                 |                 |  |
|  |                      |                      |           | Dinamarca | 31               |                  |  |         |                 |                 |           |              |                 |                 |  |
|  |                      |                      | Alemania  | 28        |                  |                  |  |         |                 |                 |           |              |                 |                 |  |
|  | Alemania             | 29                   | Alemania  | 28        |                  |                  |  |         |                 |                 |           |              |                 |                 |  |
|  | Alemania             | 29                   |           |           |                  |                  |  |         |                 |                 |           |              |                 |                 |  |
|  | Angola               | 21                   |           |           |                  |                  |  |         |                 |                 |           |              |                 |                 |  |
|  | Angola               | 21                   |           |           |                  |                  |  |         |                 |                 |           | Brasil       | 22              |                 |  |
|  |                      |                      |           |           |                  |                  |  |         |                 |                 |           | Brasil       | 22              |                 |  |
|  |                      |                      | Serbia    | 20        |                  |                  |  |         |                 |                 |           |              |                 |                 |  |
|  | Polonia              | 31                   | Serbia    | 20        |                  |                  |  |         |                 |                 |           |              |                 |                 |  |
|  | Polonia              | 31                   |           |           |                  |                  |  |         |                 |                 |           |              |                 |                 |  |
|  | Rumania              | 29                   |           |           |                  |                  |  |         |                 |                 |           |              |                 |                 |  |
|  | Rumania              | 29                   |           | Polonia   | 22               |                  |  |         |                 |                 |           |              |                 |                 |  |
|  |                      |                      |           | Polonia   | 22               |                  |  |         |                 |                 |           |              |                 |                 |  |
|  |                      |                      | Francia   | 21        |                  |                  |  |         |                 |                 |           |              |                 |                 |  |
|  | Francia              | 27                   | Francia   | 21        |                  |                  |  |         |                 |                 |           |              |                 |                 |  |
|  | Francia              | 27                   |           |           |                  |                  |  |         |                 |                 |           |              |                 |                 |  |
|  | Japón                | 19                   |           |           |                  |                  |  |         |                 |                 |           |              |                 |                 |  |
|  | Japón                | 19                   |           |           |                  |                  |  | Polonia | 18              |                 |           |              |                 |                 |  |
|  |                      |                      |           |           |                  |                  |  | Polonia | 18              |                 |           |              |                 |                 |  |
|  |                      |                      | Serbia    | 24        |                  |                  |  |         |                 |                 |           |              |                 |                 |  |
|  | Corea del Sur        | 27                   | Serbia    | 24        |                  |                  |  |         |                 |                 |           |              |                 |                 |  |
|  | Corea del Sur        | 27                   |           |           |                  |                  |  |         |                 |                 |           |              |                 |                 |  |
|  | Serbia               | 28                   |           |           |                  |                  |  |         |                 |                 |           |              |                 |                 |  |
|  | Serbia               | 28                   |           | Serbia    | 28               |                  |  |         |                 |                 |           | Tercer lugar | Tercer lugar    |                 |  |
|  |                      |                      |           | Serbia    | 28               |                  |  |         |                 |                 |           | Tercer lugar | Tercer lugar    |                 |  |
|  |                      |                      | Noruega   | 25        |                  |                  |  |         |                 |                 |           |              |                 |                 |  |
|  | Noruega              | 31                   | Noruega   | 25        |                  |                  |  |         |                 |                 | Dinamarca | 30           |                 |                 |  |
|  | Noruega              | 31                   |           |           |                  |                  |  |         |                 |                 | Dinamarca | 30           |                 |                 |  |
|  | República Checa      | 21                   |           |           |                  |                  |  |         |                 |                 |           |              | Polonia         | 26              |  |
|  | República Checa      | 21                   |           |           |                  |                  |  |         |                 |                 |           |              | Polonia         | 26              |  |
|  |                      |                      |           |           |                  |                  |  |         |                 |                 |           |              |                 |                 |  |

- (¹) En tiempo extra.

### Octavos de final
| Fecha | Hora  | Partido¹      | Partido¹ | Partido¹        | Resultado |
| ----- | ----- | ------------- | -------- | --------------- | --------- |
| 15.12 | 17:30 | Alemania      | -        | Angola          | 29-21     |
| 15.12 | 18:00 | Francia       | -        | Japón           | 27-19     |
| 15.12 | 20:15 | Polonia       | -        | Rumania         | 31-29     |
| 15.12 | 20:45 | Dinamarca     | -        | Montenegro      | 22-21     |
| 16.12 | 17:30 | Hungría       | -        | España          | 28-21     |
| 16.12 | 18:00 | Brasil        | -        | Países Bajos    | 29-23     |
| 16.12 | 20:15 | Noruega       | -        | República Checa | 31-21     |
| 16.12 | 20:45 | Corea del Sur | -        | Serbia          | 27-28     |

- (¹) – El primero en Novi Sad, el siguiente en Belgrado y así sucesivamente.

### Cuartos de final
| Fecha | Hora  | Partido¹  | Partido¹ | Partido¹ | Resultado          |
| ----- | ----- | --------- | -------- | -------- | ------------------ |
| 18.12 | 17:30 | Polonia   | -        | Francia  | 22-21              |
| 18.12 | 17:30 | Brasil    | -        | Hungría  | 26-26 (7-5) –pen.– |
| 18.12 | 20:15 | Dinamarca | -        | Alemania | 31-28              |
| 18.12 | 20:15 | Serbia    | -        | Noruega  | 28-25              |

- (¹) – El primero y el tercero en Novi Sad, y los otros dos en Belgrado.

### Semifinales
| Fecha | Hora  | Partido¹ | Partido¹ | Partido¹  | Resultado |
| ----- | ----- | -------- | -------- | --------- | --------- |
| 20.12 | 18:00 | Polonia  | -        | Serbia    | 18-24     |
| 20.12 | 20:45 | Brasil   | -        | Dinamarca | 27-21     |

- (¹) – En Belgrado.

### Tercer lugar
| Fecha | Hora  | Partido¹  | Partido¹ | Partido¹ | Resultado |
| ----- | ----- | --------- | -------- | -------- | --------- |
| 22.12 | 14.30 | Dinamarca | -        | Polonia  | 30-26     |

### Final
| Fecha | Hora  | Partido¹ | Partido¹ | Partido¹ | Resultado |
| ----- | ----- | -------- | -------- | -------- | --------- |
| 22.12 | 17:15 | Brasil   | -        | Serbia   | 22-20     |

- (¹) – En Belgrado.

## Medallero
| Brasil | Serbia | Dinamarca |
| Fabiana Diniz Alexandra do Nascimento Samira Rocha Daniela Piedade Amanda de Andrade Fernanda da Silva Ana Paula Rodrigues Bárbara Arenhart Elaine Gomes Mayssa Pessoa Karoline de Souza Eduarda Amorim Deborah Nunes Mariana Costa Mayara Moura Deonise Cavaleiro |        |           |
| Morten Soubak (seleccionador) |        |           |

## Estadísticas

### Clasificación general
| 1. Brasil                |
| 2. Serbia                |
| 3. Dinamarca             |
| 4. Polonia               |
| 5. Noruega               |
| 6. Francia               |
| 7. Alemania              |
| 8. Hungría               |
| 9. Montenegro            |
| 10. España               |
| 11. Rumania              |
| 12. Corea del Sur        |
| 13. Países Bajos         |
| 14. Angola               |
| 15. República Checa      |
| 16. Japón                |
| 17. Túnez                |
| 18. China                |
| 19. Argentina            |
| 20. R. D. del Congo      |
| 21. Paraguay             |
| 22. Argelia              |
| 23. República Dominicana |
| 24. Australia            |

### Máximas goleadoras
| N.º | Nombre                  | Selección | Goles | Tiros | %    | Partidos jugados |
| --- | ----------------------- | --------- | ----- | ----- | ---- | ---------------- |
| 1   | Susann Müller           | Alemania  | 62    | 99    | 63 % | 7                |
| 2   | Alexandra do Nascimento | Brasil    | 54    | 81    | 67 % | 9                |
| 3   | Anita Görbicz           | Hungría   | 48    | 71    | 68 % | 7                |
| 3   | Sally Potocki           | Australia | 48    | 101   | 48 % | 7                |
| 5   | Andrea Lekić            | Serbia    | 46    | 78    | 59 % | 9                |
| 5   | Sanja Damnjanović       | Serbia    | 46    | 94    | 49 % | 9                |

Fuente: 

### Mejores porteras
| N.º | Nombre             | Equipo          | Paradas | Tiros | %    | Partidos jugados |
| --- | ------------------ | --------------- | ------- | ----- | ---- | ---------------- |
| 1   | Lucie Satrapová    | República Checa | 34      | 59    | 58 % | 3                |
| 2   | Silje Solberg      | Noruega         | 49      | 101   | 49 % | 7                |
| 3   | Amandine Leynaud   | Francia         | 57      | 158   | 45 % | 7                |
| 3   | Jovana Risović     | Serbia          | 49      | 108   | 45 % | 9                |
| 5   | Katarina Tomašević | Serbia          | 99      | 237   | 42 % | 9                |
| 5   | Bárbara Arenhart   | Brasil          | 81      | 195   | 42 % | 9                |

Fuente: 

### Equipo ideal
- Mejor jugadora del campeonato —MVP—: Eduarda Amorim ( Brasil).

| Posición          | Nombre            | País          |
| ----------------- | ----------------- | ------------- |
| Portero           | Bárbara Arenhart  | Brasil        |
| Extremo derecho   | Woo Sun-Hee       | Corea del Sur |
| Extremo izquierdo | Maria Fisker      | Dinamarca     |
| Pivote            | Dragana Cvijić    | Serbia        |
| Central           | Anita Görbicz     | Hungría       |
| Lateral derecho   | Susann Müller     | Alemania      |
| Lateral izquierdo | Sanja Damnjanović | Serbia        |

Fuente: 